# George Baker (1er baronnet)
Pour les articles homonymes, voir George Baker et Baker.
George Baker (1er janvier 1722 - 15 juin 1809) est médecin du roi George III.

## Biographie
Il est né à Modbury, Devon, fils de George Baker, vicaire de Modbury, Devon et de sa femme Bridget Harris. Il fait ses études au Collège d'Eton et au King's College de Cambridge. En 1749, il part à l'Université de Leyde pour étudier la physique, devenant MD en 1756. Il est admis au Royal College of Physicians en 1756 et devient membre en 1757.
Il déménage à Stamford, dans le Lincolnshire pour pratiquer la médecine, mais retourne à Londres vers 1761 pour connaître un grand succès, étant élu neuf fois président du Royal College of Physicians entre 1785 et 1795.
Dans une présentation au Royal College of Physicians, il postule que la «colique du Devonshire», une affection douloureuse et parfois mortelle, est causée par un empoisonnement au plomb dû à la consommation de cidre. Lorsque le plomb est retiré du processus de fabrication du cidre, le problème disparait.
Il est nommé médecin de la maison de la reine puis médecin du roi George III, assistant le roi pendant ses périodes de folie. Il est créé baronnet Baker de Loventor à Totnes, Devon le 26 août 1776.
Il est un bon érudit classique et parle couramment le latin et le grec. Il publie plusieurs articles en latin. Il est élu membre de la Royal Society en 1762 et membre de la Society of Antiquaries. Il est également nommé membre honoraire du Collège royal des médecins d'Édimbourg et membre étranger de la Société royale de médecine de Paris.

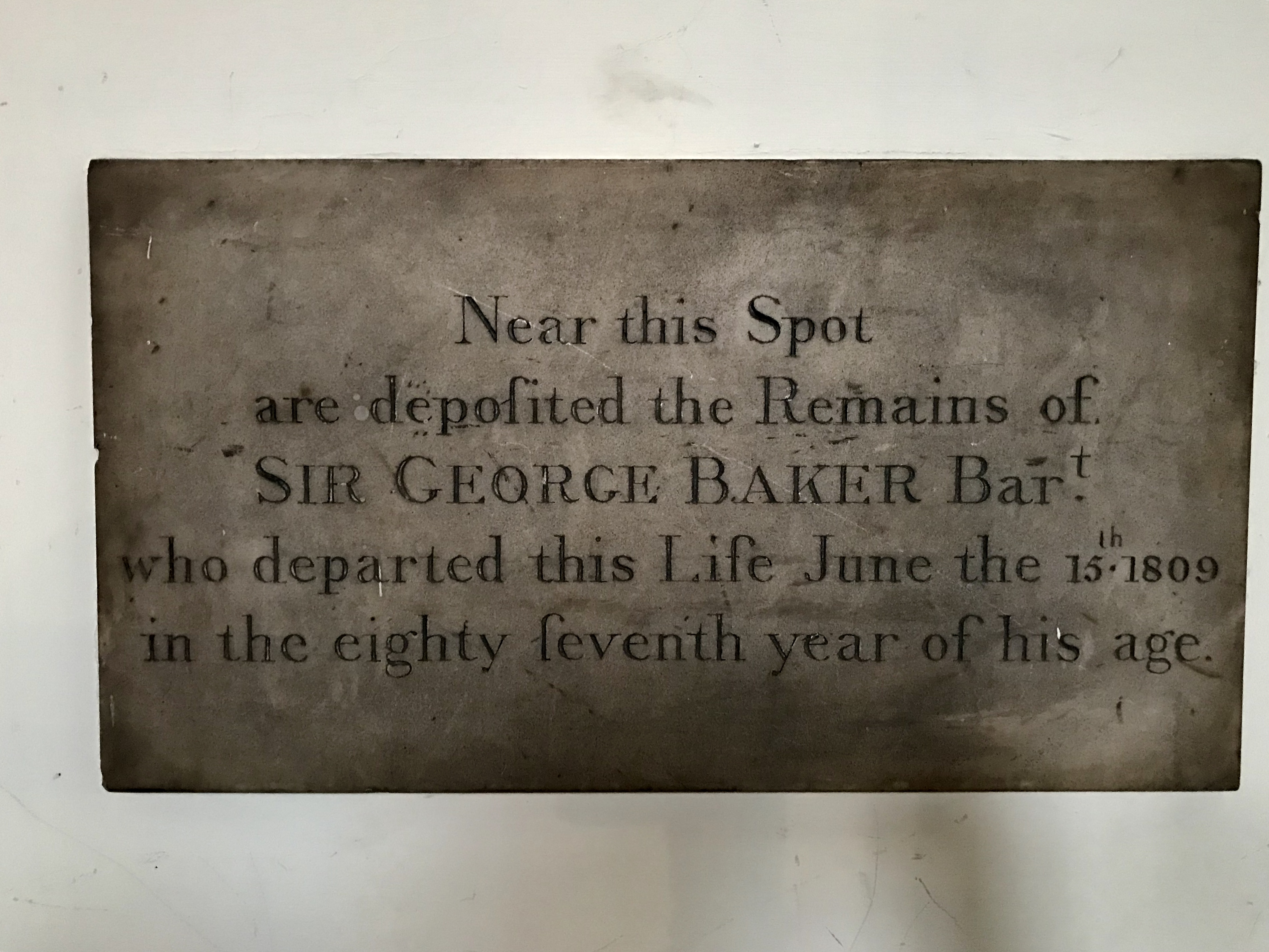
Un mémorial à Sir George Baker, 1er baronnet, dans l'église St James, Piccadilly.

Il meurt en 1809, à l'âge de 87 ans, et est enterré à l'Église St James de Piccadilly, où une simple tablette murale au nord de la table de communion enregistre sa mort. Il épouse Jane Morris, fille de Roger Morris et d'Elizabeth Jackson, le 28 juin 1768 à St. James's, Westminster. Ils ont deux enfants, dont Sir Frederick qui hérite du titre de baronnet .